# Botrynema
Genre
Synonymes
- Alloionema Hartlaub, 1909[2]

Botrynema est un genre de trachyméduses (hydrozoaires) de la famille des Halicreatidae.

## Liste d'espèces
Selon World Register of Marine Species (1 novembre 2018) :
- Botrynema brucei Browne, 1908
- Botrynema ellinorae (Hartlaub, 1909)

## Publication originale
- Browne, 1908 : The medusae of the Scottish National Antarctic Expedition. Transactions of the Royal Society of Edinburgh, vol. 46, pp. 233-251 (texte intégral) (en).